# Miami Heat 2013-2014
La stagione 2013-14 dei Miami Heat fu la 26ª nella NBA per la franchigia.
I Miami Heat vinsero la Southeast Division della Eastern Conference con un record di 54-28. Nei play-off vinsero il primo turno con i Charlotte Bobcats (4-0), la semifinale di conference con i Brooklyn Nets (4-1), la finale di conference con gli Indiana Pacers (4-2), perdendo poi la finale NBA con i San Antonio Spurs (4-1).

## Risultati
- Primi nella Southeast Division.

| Squadra           | V  | P  | PCT. | GB |
| ----------------- | -- | -- | ---- | -- |
| Miami Heat        | 54 | 28 | 65,9 | -  |
| Wash. Wizards     | 44 | 38 | 53,7 | 10 |
| Charlotte Bobcats | 43 | 39 | 52,4 | 11 |
| Atlanta Hawks     | 38 | 44 | 46,3 | 16 |
| Orlando Magic     | 23 | 59 | 28,0 | 31 |

## Roster
| \| Pos. \| Num. \| Naz. \| Nome \| Altezza \| Peso \| Data nascita \| Provenienza \| \| ---- \| ---- \| ---- \| ---------------- \| ------- \| ------ \| ------------ \| --------------------------------------- \| \| G \| 34 \| \| Allen, Ray \| 196 cm \| 93 kg \| 20-07-1975 \| Connecticut \| \| AG \| 11 \| \| Andersen, Chris \| 208 cm \| 103 kg \| 07-07-1978 \| Blinn \| \| C \| 50 \| \| Anthony, Joel \| 206 cm \| 111 kg \| 09-08-1982 \| UNLV R. Rebels \| \| AP \| 31 \| \| Battier, Shane \| 203 cm \| 100 kg \| 09-09-1978 \| Duke \| \| A \| 8 \| \| Beasley, Michael \| 206 cm \| 107 kg \| 09-01-1989 \| Kansas State \| \| AG \| 1 \| \| Bosh, Chris \| 211 cm \| 104 kg \| 24-03-1984 \| Georgia Tech \| \| P \| 15 \| \| Chalmers, Mario \| 188 cm \| 86 kg \| 19-05-1986 \| Kansas \| \| P \| 30 \| \| Cole, Norris \| 188 cm \| 77 kg \| 13-10-1988 \| Cleveland State \| \| G \| 0 \| \| Douglas, Toney \| 188 cm \| 86 kg \| 16-03-1986 \| Florida State \| \| C \| 7 \| \| Hamilton, Justin \| 213 cm \| 118 kg \| 01-04-1990 \| LSU \| \| AG \| 40 \| \| Haslem, Udonis \| 203 cm \| 107 kg \| 09-06-1980 \| Florida \| \| AP \| 6 \| \| James, LeBron \| 203 cm \| 114 kg \| 30-12-1984 \| St. Vincent St. Mary High School (Ohio) \| \| AP \| 22 \| \| Jones, James \| 203 cm \| 98 kg \| 04-10-1980 \| Miami (FL) \| \| A \| 9 \| \| Lewis, Rashard \| 208 cm \| 104 kg \| 8-08-1979 \| Alief Elsik High School (Texas) \| \| G \| 14 \| \| Liggins, DeAndre \| 198 cm \| 95 kg \| 31-03-1988 \| Kentucky Wildcats \| \| G \| 21 \| \| Mason, Roger \| 196 cm \| 91 kg \| 10-09-1980 \| Virginia Cavaliers \| \| C \| 20 \| \| Oden, Greg \| 213 cm \| 113 kg \| 22-01-1988 \| Ohio State \| \| G \| 3 \| \| Wade, Dwyane \| 193 cm \| 96 kg \| 17-01-1982 \| Marquette \| | Allenatore - Erik Spoelstra Assistente/i - Bob McAdoo (Vice-allenatore) - Ron Rothstein (Vice-allenatore) - David Fizdale (Vice-allenatore) - Juwan Howard (Vice-allenatore per lo sviluppo dei giocatori) - Dan Craig (Vice-allenatore per lo sviluppo dei giocatori) - Bill Foran (Preparatore fisico) - Jay Sabol (Preparatore atletico) Legenda - (C) Capitano - (FA) Free agent - (S) Sospeso - (TW) Contratto Two-way - (GL) Assegnato a squadra G League affiliata - Infortunato Roster • Transazioni · Ultima transazione: 30 giugno 2014 |                        |                  |         |        |              |                                         |
| Pos. | Num. | Naz.                   | Nome             | Altezza | Peso   | Data nascita | Provenienza                             |
| G | 34 | Stati Uniti (bandiera) | Allen, Ray       | 196 cm  | 93 kg  | 20-07-1975   | Connecticut                             |
| AG | 11 | Stati Uniti (bandiera) | Andersen, Chris  | 208 cm  | 103 kg | 07-07-1978   | Blinn                                   |
| C | 50 | Canada (bandiera)      | Anthony, Joel    | 206 cm  | 111 kg | 09-08-1982   | UNLV R. Rebels                          |
| AP | 31 | Stati Uniti (bandiera) | Battier, Shane   | 203 cm  | 100 kg | 09-09-1978   | Duke                                    |
| A | 8 | Stati Uniti (bandiera) | Beasley, Michael | 206 cm  | 107 kg | 09-01-1989   | Kansas State                            |
| AG | 1 | Stati Uniti (bandiera) | Bosh, Chris      | 211 cm  | 104 kg | 24-03-1984   | Georgia Tech                            |
| P | 15 | Stati Uniti (bandiera) | Chalmers, Mario  | 188 cm  | 86 kg  | 19-05-1986   | Kansas                                  |
| P | 30 | Stati Uniti (bandiera) | Cole, Norris     | 188 cm  | 77 kg  | 13-10-1988   | Cleveland State                         |
| G | 0 | Stati Uniti (bandiera) | Douglas, Toney   | 188 cm  | 86 kg  | 16-03-1986   | Florida State                           |
| C | 7 | Stati Uniti (bandiera) | Hamilton, Justin | 213 cm  | 118 kg | 01-04-1990   | LSU                                     |
| AG | 40 | Stati Uniti (bandiera) | Haslem, Udonis   | 203 cm  | 107 kg | 09-06-1980   | Florida                                 |
| AP | 6 | Stati Uniti (bandiera) | James, LeBron    | 203 cm  | 114 kg | 30-12-1984   | St. Vincent St. Mary High School (Ohio) |
| AP | 22 | Stati Uniti (bandiera) | Jones, James     | 203 cm  | 98 kg  | 04-10-1980   | Miami (FL)                              |
| A | 9 | Stati Uniti (bandiera) | Lewis, Rashard   | 208 cm  | 104 kg | 8-08-1979    | Alief Elsik High School (Texas)         |
| G | 14 | Stati Uniti (bandiera) | Liggins, DeAndre | 198 cm  | 95 kg  | 31-03-1988   | Kentucky Wildcats                       |
| G | 21 | Stati Uniti (bandiera) | Mason, Roger     | 196 cm  | 91 kg  | 10-09-1980   | Virginia Cavaliers                      |
| C | 20 | Stati Uniti (bandiera) | Oden, Greg       | 213 cm  | 113 kg | 22-01-1988   | Ohio State                              |
| G | 3 | Stati Uniti (bandiera) | Wade, Dwyane     | 193 cm  | 96 kg  | 17-01-1982   | Marquette                               |